# Йохан фон Хелмщат
Йохан фон Хелмщат (на немски: Johann von Helmstatt; † 1526/1548) от благородническата фамилия Хелмщат е господар на Хелмщат.
Той е третият син на Йохан фон Хелмщат († 7 февруари 1546) и съпругата му Елизабет фон Ингелхайм, дъщеря на рицар Йохан фон Ингелхайм († 21 февруари 1517) и Маргарета фон Хандшухсхайм († 24 юни 1500/1509). Майка му е внучка на Ерхард фон Хелмщат († 1514) и Гизела фон Ратзамхаузен. По баща му е внук на рицар Йохан фон Хелмщат († сл. 1500) и Агнес фон Елтц († сл. 1494), и правнук на Якоб фон Хелмщат († 1474/1522 при Мец) и Аделхайд фон Флерсхайм.
Роднина е на Рабан фон Хелмщат († 1439), епископ на Шпайер (1396 – 1438) и архиепископ на Трир (1430 – 1439), на Райнхард фон Хелмщат († 1456), епископ на Шпайер (1438 – 1456) и на Лудвиг фон Хелмщат († 1504), епископ на Шпайер (1478 – 1504).
Брат е на Кристоф († 1578), Филип († сл. 1547) и Никлас фон Хелмщат.

## Фамилия
Йохан фон Хелмщат се жени за Анна Гизела фон Хелмщат, дъщеря на Филип фон Хелмщат (1496 – 1563) и Маргарета фон Найперг (1500 – 1547), дъщеря на Георг Вилхелм фон Найперг († 1520) и Анна Барбара фон Шварценберг († 1533/1555). Тя е внучка на Ерхард фон Хелмщат († 1514) и Гизела фон Ратзамхаузен. Те имат три сина:
- Филип Якоб фон Хелмщат († 1570), женен за вдовицата София фон Хаген († 1584), племенница на Йохан IV Лудвиг фон Хаген (1492 – 1547), курфюрст и архиепископ на Трир (1540 – 1547), роднина на Рихард фон Грайфенклау цу Фолрадс, архиепископ и курфюрст на Трир (1511 – 1531), внучка на Фридрих II фон Хаген-Бушфелд, дъщеря на Хайнрих фон Хаген господар на Ипелбрун († 1549/1556) и Мария Якоба фон Флекенщайн († сл. 1543); нямат деца
- Йохан фон Хелмщат († 20 май 1592), женен за Магдалена д'Отел († сл. 1578), дъщеря на Самсон д'Отел († 1573/1577) и Анна фон дер Хаубен († сл. 1577)
- Ханс Филип фон Хелмщат (* 1545; † 27 май 1594), женен I. за Агнес Ландшад фон Щайнах († 1580), дъщеря на Блайкард Ландшад фон Щайнах († 1576) и Сибила Фукс фон Бимбах, II. 1588 г. за Доротея Ландшад фон Щайнах († 1606), дъщеря на Ханс Блайкард Ландшад фон Щайнах († 1583/1590) и Анна Елизабет фон Хелмщат († 1590), дъщеря на Филип фон Хелмщат (1496 – 1563) и Маргарета фон Найперг (1500 – 1547); от първия брак баща на:
  - Йохан Вайпрехт фон Хелмщат